# 入澤楓華
入澤 楓華（いりさわ ふうか、12月18日 - ）は日本の女優である。神奈川県出身。

## 出演

### テレビドラマ
- まるまるちびまる子ちゃん（2007年4月19日 - 2008年2月28日、フジテレビ）- みぎわ花子
- 愛の劇場「スイート10〜最後の恋人〜」（2008年3月3日 - 5月9日、TBS）
- モリのアサガオ（2010年10月18日 - 12月20日、テレビ東京）
- シャル・ウィ・ダンス〜魔女のダンス教室〜

### 舞台
- アリス〜不思議の国の物語〜　2010（2010年４月17日〜25日　アトリエアプローズ）　　ハット組　チェシャ猫役
- ジュディ物語〜あしながおじさん〜　2010（2010年10月2日〜10日　アトリエアプローズ）　ウエスト組　ミッキー役
- アリス〜不思議の国の物語〜　2011（2011年１月18日〜23日　銀座みゆき館劇場）　ハート組白うさぎ役
- GANG〜がんばれタイガー！〜　2011（2011年12月10日〜11日　成城ホール）　チェリー役

| スタブアイコン | サブスタブ | この項目は、まだ閲覧者の調べものの参照としては役立たない、俳優（男優・女優）に関連した書きかけの項目です。この項目を加筆・訂正などしてくださる協力者を求めています（P:映画/PJ芸能人）。 |